# Endless Boogie
Endless Boogie — подвійний студійний альбом американського блюзового музиканта Джона Лі Гукера, випущений у 1971 році лейблом ABC.

## Опис
На цьому альбомі 1971 року Джон Лі Гукер грає з різними рок-музикантами довгі джеми (звідси і назва платівки Endless Boogie, тобто «безкінечні бугі»). Сесія звукозапису відбулась на студії Wally Heider Recording в Сан-Франциско, Каліфорнія. В ній взяли участь сесійні музиканти, зокрема гітаристи Мел Браун, Джессі Девіс і Стів Міллер, клавішник Марк Нафталін, басист Карл Редл, ударник Джим Гордон та ін. Усі пісні для альбому були написані Гукером; «Kick Hit 4 Hit Kix U (Blues for Jimi and Janis)» присвячена гітаристу Джимі Гендріксу та співачці Дженіс Джоплін.
У 1971 році альбом посів 126-е місце в чарті The Billboard 200 журналу «Billboard».
Американський блюз-роковий гурт Endless Boogie був названий на честь альбому.

## Список композицій
1. «(I Got) A Good 'Un» (Джон Лі Гукер) — 5:12
2. «House Rent Boogie» (Джон Лі Гукер) — 6:23
3. «Kick Hit 4 Hit Kix U (Blues for Jimi and Janis)» (Джон Лі Гукер) — 6:41
4. «Standin' at the Crossroads» (Джон Лі Гукер) — 6:08
5. «Pots on, Gas on High» (Джон Лі Гукер) — 11:22
6. «We Might as Well Call It Through (I Didn't Get Married to Your Two-Timi» (Джон Лі Гукер) — 8:04
7. «Doin' the Shout» (Джон Лі Гукер) — 3:31
8. «A Sheep Out on the Foam» (Джон Лі Гукер) — 6:27
9. «I Don't Need No Steam Heat» (Джон Лі Гукер) — 4:17
10. «Sittin' in My Dark Room» (Джон Лі Гукер) — 5:38
11. «Endless Boogie, Pts. 27-28» (Джон Лі Гукер) — 8:44

## Учасники запису
- Джон Лі Гукер — вокал, гітара
- Дейв Бергер — губна гармоніка (2, 11)
- Дейв Александер (2, 8), Джеррі Перес (11), Джессі Девіс (4—6), Мел Браун (1, 8—11), Стів Міллер (1, 2, 4, 7—11) — гітара
- Марк Нафталін — фортепіано (2—6, 8—11)
- Кліфф Каултер, Джон Терк (9) — електричне піаніно
- Джон Терк — орган
- Джино Скеггс, Джон Кан — контрабас
- Карл Редл (5, 6), Джино Скеггс (1, 4, 7—10) — бас-гітара (Fender)
- Білл Інгрем (1, 10), Джим Гордон (5, 6), Кен Свонк (2—4, 7, 8), Рено Ладзара (9, 11) — ударні
- Кен Свонк — бубон (11)

Технічний персонал
- Білл Шимчик, Ед Мішель — продюсер
- Білл Шимчик — інженер

## Хіт-паради
Альбоми
| Рік  | Чарт              | Позиція |
| ---- | ----------------- | ------- |
| 1971 | R&B Albums        |         |
| 1971 | The Billboard 200 | 126     |